# Buenavista de Busuanga
Buenavista es un barrio rural  del municipio filipino de primera categoría de Corón perteneciente a la provincia  de Paragua en Mimaro,  Región IV-B.

## Geografía
Este barrio  se encuentra en  la Isla Busuanga la más grande del Grupo Calamian, donde se encuentra su ayuntamiento. Situado a medio camino entre las islas de Mindoro (San José) y de Paragua (Puerto Princesa),  el Mar de la China Meridional a poniente y el mar de Joló a levante. Al sur de la isla están las otras dos islas principales del Grupo Calamian: Culión y  Corón, que da nombre al municipio.
Su término  linda al norte con el barrio de Malawig; al sur con los de  San Nicolás y de Borac; al este con el estrecho de Mindoro,  bahía de Minangas, y también con el barrio de Turda; y al oeste con el barrio de Decabobo.
Su término comprende las con las islas de Dapagal y de Napuscud, así como los sitios de Ducol y Buenavista.

### Demografía
El barrio  de Buenavista contaba  en mayo de 2010 con una población de 940 habitantes.